# Trzebcz Królewski
Trzebcz Królewski is een dorp in de Poolse woiwodschap Koejavië-Pommeren. De plaats maakt deel uit van de gemeente Kijewo Królewskie.